# Dawda Bah
Dawda Bah est un footballeur gambien, né le 12 novembre 1983 à Banjul en Gambie. Il évolue comme milieu offensif.

## Palmarès
HJK Helsinki
- Champion de Finlande (2) : 2009, 2010
- Vainqueur de la Coupe de Finlande (1) : 2008